# Vasile Cătuneanu
Vasile Cătuneanu (n. 1918 – d. 3 iulie 2002, București) a fost un inginer român specializat în domeniul radiocomunicațiilor. A fost profesor la Institutul Politehnic din București și a avut contribuții în domeniul antenelor, fiabilității dispozitivelor și circuitelor electronice și sistemelor electronice de control automat. În perioada 1992 - 1993 a fost rectorul Universității Spiru Haret din București.
A inițiat introducerea disciplinei electronica medicală în planurile de învățământ de la Institutul Politehnic din București.
A fost membru al Academiei de Științe Tehnice din România.

## Lucrări (selecție)
- „Antene” (1959)
- „Bazele teoretice ale siguranței în funcționare a aparaturii radioelectrice” (1964)
- „Materiale și componente electronice” (1973)
- Tehnologie electronică, Editura Didactică și Pedagogică, 1981